# 中華職棒明星賽
中華職棒明星賽（CPBL All-Star Game，又稱為中華職棒紅白明星對抗賽）於1990年開始舉行。原意為仿效美日職棒於球季中擇定一週末舉行賽事，選手陣容則由球迷票選心目中的明星球員，組成兩支明星隊伍分庭抗禮，讓棒球選手能夠盡情表現與球迷同樂。1992年起加入全壘打大賽，1993年起則將對抗賽改為一場並開始頒發「單場最有價值球員」，1998年則納入跑壘大賽，2022年新增投手打準大賽及野手投球大賽。

## 紅白明星對抗賽

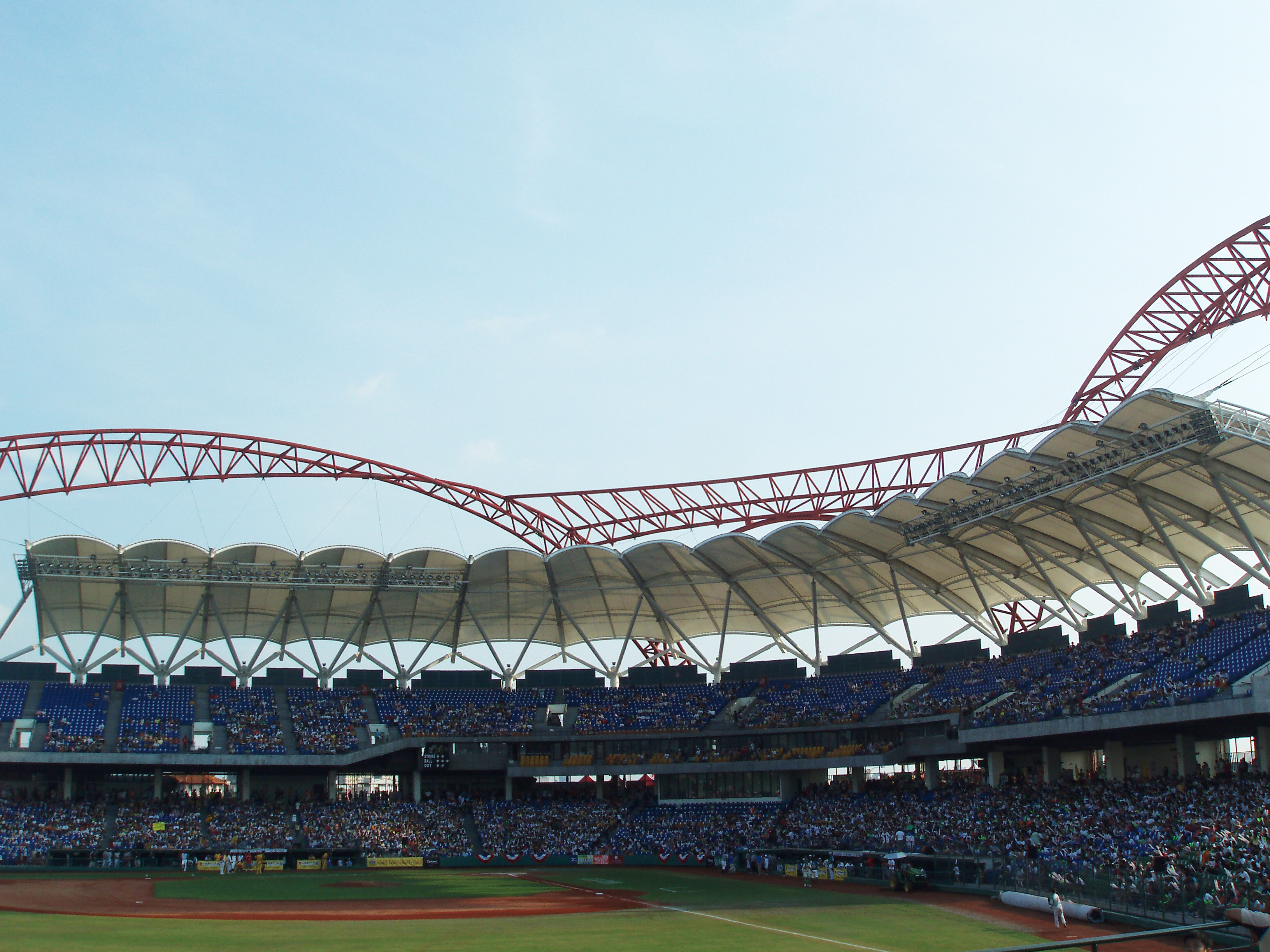
臺中洲際棒球場於2008年舉辦的明星賽

明星賽分為對抗賽、全壘打大賽及跑壘大賽，全壘打大賽則是於1992年開始舉行，而跑壘大賽則於1998年納入明星賽中。
在賽事表現上，自2002年起，只要比賽隊伍陣容有興農牛，該隊就不曾贏球，而被稱為中華職棒明星賽的「興農魔咒」。不過，2012年的明星賽興農與統一的白隊以一分之差氣走了紅隊，中止長達十年的興農魔咒。同年，紅白兩隊也上演首場的球員交易戲碼，原屬於紅隊的林智勝與原屬於白隊的林益全兩者互換隊伍，帶給球迷驚喜。另外，該年的全壘打大賽由紅隊鍾承佑獲得冠軍，成為中華職棒史上首位完成全壘打大賽二連霸的球員。
2013年的明星賽打破以往的南北分隊，改採「特別選秀」方式，即是打散四隊球員，由球迷針對球員各個守備位置票選，得票前兩名的選手將為先發球員，2013年6月27日公布名單，2013年7月1日記者會上由紅、白兩隊總教練來選秀。
2015年的明星賽是以聯盟平均體重來分配，重的是力量隊，輕的是速度隊；2016年則恢復為傳統分隊方式，由前一年第一、四名為紅隊，二、三名為白隊；票選結果，白隊先發皆由中信兄弟取得。
| 現行競賽規則 採用「明星賽特別選秀會」 - 總教練：以抽籤決定教練團組成方式 - 選手：各守備位置人氣統計前兩名(外野手前六名)之選手參加選秀 - 先發球員由各隊總教練於明星賽特別選秀會中選出 - 單場比賽局數以九局為限，比數相同不進行延長賽。 - 每任投手出賽最多只能投三局。 | 歷年明星賽成績一覽表 \| 隊伍 \| 勝 \| 敗 \| 和 \| 勝率 \| \| -------- \| -- \| -- \| -- \| ---- \| \| 明星紅隊 \| 19 \| 20 \| 3 \| .487 \| \| 明星白隊 \| 20 \| 19 \| 3 \| .513 \| 計算至2023年明星賽結束 |    |    |      |
| 隊伍 | 勝 | 敗 | 和 | 勝率 |
| 明星紅隊 | 19 | 20 | 3  | .487 |
| 明星白隊 | 20 | 19 | 3  | .513 |

### 賽制
1990年（職棒元年）
- 以「上半季排名」分組

一、四名組成明星紅隊，二、三名則組成明星白隊
1991年～1998年、2004年、2016年、2018年（職棒二年～職棒九年、職棒十五年、職棒二十七年、職棒二十九年）
- 以「前一年度成績」分組

四球團時期：一、四名組成明星紅隊，二、三名則組成明星白隊
六球團時期：一、三、五名組成明星紅隊，二、四、六名則組成明星白隊
1999年、2000年、2002年、2003年、2005年～2012年（職棒十、十一、十三、十四年、十六年～二十三年）
- 採用「南北區域對抗」形式分組

四球團時期：屬地在最北的兩支球團組成明星紅隊，剩下的兩支球團組成明星白隊
六球團時期：屬地在最北的三支球團組成明星紅隊，剩下的三支球團組成明星白隊
2001年（職棒十二年）
- 以「球齡」作為分野，組成老將新秀世紀對抗賽

2013~2014年（職棒二十四～二十五年）
- 採用「明星賽特別選秀會」

總教練：以抽籤決定教練團組成方式
選手：各守備位置人氣統計前兩名(外野手前六名)之選手參加選秀
2015年（職棒二十六年）
- 首創以「守備位置平均體重」區分「力量」、「速度」兩組

總教練：以抽籤決定教練團組成方式
2017年（職棒二十八年）
- 首創以「亞冠賽」區分「新秀」、「老將」兩組

總教練：以抽籤決定教練團組成方式
2019年（職棒三十年）
- 首次一年有兩場明星賽。
- 首次有業餘選手身分參加中職明星賽（合庫吳昇峰）
- 以「國家隊」及「明星隊」分為兩隊，球迷票選與國家代表切磋球技。

2020年（職棒三十一年）
- 由於受到疫情影響，2020年球季的首度取消舉辦明星賽。[6]

2021年（職棒三十二年）
- 由於仍受到疫情影響，造成球季中斷兩個月，2021年球季的再次取消舉辦明星賽。

2022、2023、2024年、2025年（職棒三十三、三十四、三十五年、三十六年）
- 兩場明星賽
- 以「國家隊」及「明星隊」分為兩隊，球迷票選與國家代表切磋球技。

### 競賽規則
- 先發球員由各隊總教練於明星賽特別選秀會中選出，其餘人選由各隊教練團評選推薦。
- 單場比賽局數以九局為限，比數相同不進行延長賽。
- 每任投手出賽最多只能投三局。

### 逐年賽況
| 屆 | 年度 | 明星紅隊                                 | 總教練                       | 比數                          | 明星白隊                         | 總教練                       | ＭＶＰ                       | 全壘打王                     | 比賽地點                     |
| -- | ---- | ---------------------------------------- | ---------------------------- | ----------------------------- | -------------------------------- | ---------------------------- | ---------------------------- | ---------------------------- | ---------------------------- |
| 1  | 1990 | 三商虎、統一獅                           | 林信彰                       | 1：0 1：2 5：1                | 味全龍、兄弟象                   | 宋宦勳                       | 無                           | 未舉辦                       | 立德、臺中、臺北             |
| 2  | 1991 | 味全龍、兄弟象                           | 徐生明                       | 2：5 ：2 4：6                 | 三商虎、統一獅                   | 譚信民                       | 無                           | 未舉辦                       | 立德、臺中、臺北             |
| 3  | 1992 | 統一獅、三商虎                           | 鄭昆吉                       | 8：10 2：2 3：2               | 味全龍、兄弟象                   | 徐生明                       | 無                           | 呂明賜                       | 立德、新竹市、臺北           |
| 4  | 1993 | 兄弟象、三商虎、時報鷹                   | 山根俊英                     | 9：2                          | 味全龍、統一獅、俊國熊           | 徐生明                       | 林仲秋                       | 黃忠義                       | 臺北                         |
| 5  | 1994 | 兄弟象、味全龍、時報鷹                   | 山根俊英                     | 11：5                         | 統一獅、俊國熊、三商虎           | 大石彌太郎                   | 王光輝                       | 廖敏雄                       | 臺中                         |
| 6  | 1995 | 兄弟象、時報鷹、味全龍                   | 山根俊英                     | 1：9                          | 統一獅、三商虎、俊國熊           | 大石彌太郎                   | 康雷                         | 路易士                       | 立德                         |
| 7  | 1996 | 統一獅、時報鷹、味全龍                   | 大石彌太郎                   | 6：4                          | 三商虎、兄弟象、興農牛           | 宅和本司                     | 林克                         | 鷹俠                         | 臺南                         |
| 8  | 1997 | 統一獅、味全龍、三商虎                   | 林家祥                       | 1：4                          | 時報鷹、兄弟象 興農牛、中信鯨    | 李瑞麟                       | 王光輝                       | 林仲秋                       | 臺北                         |
| 9  | 1998 | 味全龍、三商虎、興農牛                   | 徐生明                       | 3：1                          | 兄弟象、統一獅、中信鯨           | 江仲豪                       | 蔡昆祥                       | 張泰山                       | 新莊                         |
| 10 | 1999 | 味全龍、三商虎、兄弟象                   | 徐生明                       | 5：0                          | 統一獅、中信鯨、興農牛           | 曾智偵                       | 王光輝                       | 亞力士                       | 新莊                         |
| 11 | 2000 | 兄弟象、興農牛                           | 林百亨                       | 7：3                          | 統一獅、中信鯨                   | 曾智偵                       | 林仲秋                       | 林仲秋                       | 臺北                         |
| 12 | 2001 | 新秀                                     | 林易增                       | 5：9                          | 老將                             | 王俊郎                       | 羅敏卿                       | 張泰山                       | 新莊                         |
| 13 | 2002 | 兄弟象、興農牛                           | 林易增                       | 2：7                          | 統一獅、中信鯨                   | 曾智偵                       | 鄭昌明                       | 黃忠義                       | 天母                         |
| 14 | 2003 | 兄弟象、興農牛、誠泰太陽                 | 林易增                       | 0：3                          | 統一獅、中信鯨、第一金剛         | 林仲秋                       | 陳連宏                       | 陳連宏                       | 臺中                         |
| 15 | 2004 | 兄弟象、中信鯨、La New熊                 | 林易增                       | 9：7                          | 興農牛、統一獅、誠泰COBRAS       | 陳威成                       | 彭政閔                       | 彭政閔                       | 新莊                         |
| 16 | 2005 | 兄弟象、中信鯨、誠泰COBRAS               | 林易增                       | 5：2                          | 興農牛、統一獅、La New熊         | 劉榮華                       | 謝佳賢                       | 陳冠任                       | 澄清湖                       |
| 17 | 2006 | 兄弟象、中信鯨、誠泰COBRAS               | 吳復連                       | 3：3                          | 興農牛、統一獅、La New熊         | 劉榮華                       | 陳連宏                       | 黃貴裕                       | 新莊                         |
| 18 | 2007 | 兄弟象、中信鯨、誠泰COBRAS               | 吳復連                       | 11：3                         | 興農牛、統一獅、La New熊         | 洪一中                       | 紀俊麟                       | 謝佳賢                       | 臺南                         |
| 19 | 2008 | 兄弟象、中信鯨、米迪亞暴龍               | 王光輝                       | 10：6                         | 興農牛、統一7-ELEVEn獅、La New熊 | 呂文生                       | 陳元甲                       | 布雷                         | 洲際                         |
| 20 | 2009 | 兄弟象、興農牛                           | 中込伸                       | 5：6                          | 統一7-ELEVEn獅、La New熊         | 呂文生                       | 林智勝                       | 林智勝                       | 洲際                         |
| 21 | 2010 | 兄弟象、興農牛                           | 徐生明                       | 4：6                          | 統一7-ELEVEn獅、La New熊         | 呂文生                       | 高國慶                       | 郭俊佑                       | 新莊、天母                   |
| 22 | 2011 | 兄弟象、Lamigo桃猿                       | 陳瑞振                       | 6：4                          | 統一7-ELEVEn獅、興農牛           | 劉榮華                       | 張志豪                       | 鍾承佑                       | 澄清湖                       |
| 23 | 2012 | 兄弟象、Lamigo桃猿                       | 洪一中                       | 8：9                          | 統一7-ELEVEn獅、興農牛           | 中島輝士                     | 陳鏞基                       | 鍾承佑                       | 新莊                         |
| 24 | 2013 | Lamigo桃猿、義大犀牛                     | 洪一中 徐生明                | 7：11                         | 兄弟象、統一7-ELEVEn獅           | 謝長亨 中島輝士              | 王勝偉                       | 林益全                       | 桃園                         |
| 25 | 2014 | 統一7-ELEVEn獅、中信兄弟                 | 陳連宏 謝長亨                | 7：12                         | 義大犀牛、Lamigo桃猿             | 大 威 洪一中                 | 郭嚴文                       | 藍寅倫                       | 桃園                         |
| 26 | 2015 | 力量                                     | 陳連宏 葉君璋                | 2：1                          | 速度                             | 吳復連 洪一中                | 林琨笙                       | 林智勝                       | 洲際                         |
| 27 | 2016 | Lamigo桃猿、統一7-ELEVEn獅               | 洪一中 郭泰源                | 8：6                          | 中信兄弟、義大犀牛               | 吳復連 葉君璋                | 高國慶                       | 林智勝                       | 新莊                         |
| 28 | 2017 | 新秀                                     | 史耐德 黃甘霖                | 9：10                         | 老將                             | 洪一中 葉君璋                | 張正偉                       | 陽耀勳                       | 花蓮                         |
| 29 | 2018 | Lamigo桃猿、富邦悍將                     | 洪一中                       | 7：8                          | 統一獅、中信兄弟                 | 黃甘霖                       | 蘇智傑                       | 安德魯·坎貝爾                | 天母                         |
| 30 | 2019 | 中華隊（2019年世界棒球12強賽） 國家隊    | 洪一中                       | 8：8 1：4                     | 明星隊                           | 陳連宏                       | 彭政閔 張志豪                | 陳俊秀                       | 新莊                         |
| 31 | 2020 | 因嚴重特殊傳染性肺炎疫情取消             | 因嚴重特殊傳染性肺炎疫情取消 | 因嚴重特殊傳染性肺炎疫情取消  | 因嚴重特殊傳染性肺炎疫情取消     | 因嚴重特殊傳染性肺炎疫情取消 | 因嚴重特殊傳染性肺炎疫情取消 | 因嚴重特殊傳染性肺炎疫情取消 | 因嚴重特殊傳染性肺炎疫情取消 |
| 32 | 2021 | 因嚴重特殊傳染性肺炎疫情取消             | 因嚴重特殊傳染性肺炎疫情取消 | 因嚴重特殊傳染性肺炎疫情取消  | 因嚴重特殊傳染性肺炎疫情取消     | 因嚴重特殊傳染性肺炎疫情取消 | 因嚴重特殊傳染性肺炎疫情取消 | 因嚴重特殊傳染性肺炎疫情取消 | 因嚴重特殊傳染性肺炎疫情取消 |
| 33 | 2022 | 中華隊（2023年世界棒球經典賽國家隊）     | 林岳平                       | 1：3 2：3                     | 明星隊                           | 林威助                       | 王勝偉 拿莫·伊漾             | 林子豪                       | 洲際                         |
| 34 | 2023 | 中華隊（2023年亞洲職棒冠軍爭霸賽代表隊） | 陳金鋒                       | 0：5 3：6                     | 明星隊                           | 林岳平                       | 蘇智傑 林立                  | 林安可                       | 洲際                         |
| 35 | 2024 | 中華隊（2024年世界棒球12強賽代表隊）     | 曾豪駒                       | 3：2 4：1                     | 明星隊                           | 葉君璋                       | 林安可 （2次）               | 魔鷹                         | 大巨蛋                       |
| 36 | 2025 | 中華隊（2026年世界棒球經典賽代表隊）     | 曾豪駒                       | 7：5 0：0（全壘打加賽: 2：1） | 明星隊                           | 平野惠一                     | 蔣少宏 朱育賢                | 曾頌恩                       | 大巨蛋                       |

## 外部連結
- 中華職棒明星賽在台灣棒球維基館上的頁面（繁體中文）